# Саринг Сирад
Са́ринг Си́рад (малайск.  Saring Sirad) — (1938, Кланг, Британская Малайя — 6 мая 2017, Путраджая) — малайзийский поэт и журналист. Псевдонимы: Исмас Саринг, Тунас, Бинджа Ака, Тератай Деса, Сабсира, Алтна Осман.

## Краткая биография
В 1954 году окончил англо-китайскую среднюю школу в Кланге. В 1976 г. учился в Международной журналистской школе, проходил стажировку по туризму в Джакарте, Бангкоке и Франкфурте.
В 1956—1959 гг. работал констеблем, в 1964—1966 гг. — в Государственном туберкулёзном центре, в 1966—1968 гг. в журнале «Новое поколение», в 1958 г. — в издательстве «Карьяван», в 1969—1977 гг. — в Большой больнице Кланга, в 1977—1993 гг. — в газете «Берита Хариан».
Печатался в газетах «Хариан Метро» (рубрика «Открытки из Кланга»). «Бачариа» (рубрика «Заметки бывалого человека») и «Синар Хариан» (рубрика «Загляните на минутку»).
Один из основателей Союза помощи молодым писателям Селангора (Kemudi) (1971).
Писал стихи, прозу, пьесы, сценарии телефильмов.

## Награды
- Медаль за верную службу от султана Селангора (1980)
- Премия и звание «Деятель культуры Селангора» от правительства Селангора (2005)[2]
- Премия и звание «Видный журналист Селангора» от правительства Селангора (2006)
- Премия «За многолетний труд на поприще культуры» от Организации культурного наследия Паханга (2011).

## Семья
- Сестра Сара Ихсан
- Жена Салбиа Каснури
- 4 детей (старшая Хусна Саринг, Нурин, Хпрлина, Мохамад Нур[3]

## Основные работы

### Сборники стихов
- «Tinta Pena» (1981)
- «Dalam Pencarian» (1983)
- «Menjunjung Duli» (1985)
- «Temu Puisi» (1991)
- «Puisi-puisi Kunjungan» (1995)
- «Sing Kaya Ngene» (1999) (совместно с Ибрагимом Гафаром)[4]
- « Sehari di bumi Jawa» (2001)
- « Gelandangan» (2001)
- «Papaya dagangan jalanan» (2001)
- «Sutera awan Doitung» (2001)
- « Di persimpangan kasih» (2001)
- «Kontal Kantil» (2014)

### Пьесы
- «Seruan Damai» (в 1976—1977 гг. входила в список обязательных для выбора в конкурсе драматических постановок, проводимом министерством по делам молодёжи, культуры и спорта)
- «Senandung Pertiwi» — сценарий телесериала, осуществлённый на малайзийском телевидении в 1974—1975 гг. (32 серии)

### Рассказы
- Ismas Saring. Hadiah terakhir. (Cerpen). — «Berita Minggu», 18 Mei 1980.
- Ismas Saring, Dialog kenangan. (Cerpen). — «Berita Minggu», 10 Okt 1982.
- Ismas Saring. SDSR. (Cerpen). — «Berita Minggu». 27 Sep 1991.
- Ismas Saring. Antara ombak Memochi dan Teluk Hakata. (Cerpen), — «Berita Minggu», 13 Jul 1997.
- Ismas Saring. Siapa di talian. (Cerpen). — «Berita Minggu», 16 Jul 2000.
- Ismas Saring. Gabra. (Cerpen). — «Berita Minggu», 18 Jan. 2004.
- Ismas Saring. Menyusur arus kehidupan. (Cerpen). — «Berita Harian», 24 April 2010.